# José Acylino de Lima Filho
José Acylino de Lima Filho (Piracaia, 13 de maio de 1908 – 14 de julho de 2001) foi um médico brasileiro.
Graduado em medicina pela Faculdade de Medicina do Rio de Janeiro em 1930. Foi eleito membro da Academia Nacional de Medicina em 1958, sucedendo Carlos Bastos Netto na Cadeira 04, que tem Henrique Dias Duque Estrada como patrono.